# Anonimus Piacentinus
Anonim z Piacenzy, łac. Anonimus Piacentinus – anonimowy pątnik, który ok. roku 570 odwiedził Ziemię Świętą i pozostawił po sobie opis swojej podróży. Odkrył go w roku 1640 i ogłosił drukiem Claudio Menardi. Początkowo uznawano, iż autorem opisu był św. Antonin Męczennik.
Anonim z Piacenzy odwiedził Syrię, Palestynę, Synaj i Egipt w porze zimowej (opisuje m.in. święto Epifanii). Rozpoczyna swoje sprawozdanie od momentu wyruszenia z Konstantynopola. Potem przybija do wybrzeży Cypru. W opisie odnajdujemy następujące miejsca związane z historią biblijną i pierwotnego chrześcijaństwa: Trypolis, Byblos, Bejrut, Sydon, Tyr, Kanę Galilejską, Nazaret, górę Tabor, Tyberiadę, Kafarnaum, źródła Jordanu, jezioro Genezaret, Gadarę, Scytopolis, Morze Martwe, Jerycho, Jerozolimę, Eleuteropolis, Aszkelon, Gazę, półwysep Synaj, Faran, Sokkot oraz Suez w Egipcie, Memfis, Aleksandrię, Jafę, Damaszek, Emesę, Apameę, Antiochę nad Orontem i na koniec Carrhae.
Anonim z Piacenzy jako pierwszy wspomina o istnieniu złóż ropy naftowej w okolicach Suezu. Jego opis zawiera sporo niedokładności. Przy tworzeniu swojego opisu posłużył się Pismem Świętym oraz własnymi wspomnieniami. Niektórzy dopatrują się licznych zbieżności z dziełem Teodozjusza De situ Terrae Sanctae. Opis Anonima z Piacenzy zachował się w dwóch wersjach, starsza pochodzi z biblioteki opactwa Sankt Gallen.

## Przekład w języku polskim
- Anonim z Piacenzy, Opis pielgrzymki do Ziemi Świętej, przeł. Piotr Iwaszkiewicz, w: Do Ziemi Świętej, wybór wstęp, wprowadzenia i opracowanie Piotr Iwaszkiewicz, przedmowa ks. Marek Starowieyski, Kraków 1996. Ojcowie Żywi, t. 13, s. 231-273.